# Foucarville
Foucarville é uma comuna francesa na região administrativa da Normandia, no departamento Mancha. Estende-se por uma área de 5,11 km². Em 2010 a comuna tinha 130 habitantes (densidade: 25,4 hab./km²).